# Driehonderdvijfendertigjarige Oorlog
De Driehonderdvijfendertigjarige Oorlog (1651–1986) is de naam van een conflict tussen de Republiek der Zeven Verenigde Nederlanden en de Scilly-eilanden (bij de zuidwestkust van Engeland). Het conflict vloeide voort uit de Nederlandse inmenging in de Engelse Burgeroorlog.
De zogenaamde "oorlog" duurde 335 jaar, zonder dat er een schot gelost werd of slachtoffers vielen, en is een van de langste oorlogen in de geschiedenis. Hoewel de geldigheid van de oorspronkelijke oorlogsverklaring in twijfel wordt getrokken en er bij de Vrede van Westminster al een einde aan de oorlog zou zijn gekomen, werd in 1986 alsnog een symbolische vrede getekend.

## De oorlog

### Oorsprong
De oorsprong van de oorlog lag in de Engelse Burgeroorlog (1642–1652) tussen de parlementariërs en de koningsgezinden. Oliver Cromwell had de koningsgezinden tot aan de grenzen van het koninkrijk gedreven. In het westen was Cornwall het laatste koningsgezinde bolwerk. In 1648 kreeg Cromwell het vasteland van Cornwall in handen.
Het belangrijkste bezit van de koningsgezinden was de vloot die zich bij Karel II had aangesloten. De koningsgezinde vloot werd gedwongen zich terug te trekken op de Scilly-eilanden, voor de kust van Cornwall, die in handen waren van de koningsgezinde Sir John Granville.

### Nederlands vlootverbond
De vloot van de Republiek der Zeven Verenigde Nederlanden was op dat moment bondgenoot van de parlementariërs. De Nederlanders waren tijdens de Tachtigjarige Oorlog (1568–1648) gesteund door de Engelsen onder Elizabeth I van Engeland. Het Verdrag van Münster (30 januari 1648) had de Nederlandse onafhankelijkheid van Spanje bevestigd. De Nederlanders wilden het bondgenootschap met Engeland behouden en hadden voor de waarschijnlijkste winnaar in de burgeroorlog gekozen. De Engelsen hadden echter een groot aantal Nederlandse haringbuizen met lading en al gekaapt. Op 30 maart 1651 kwam admiraal Tromp in Scilly aan om vergoeding te eisen. Hierbij bezette hij tijdelijk de eilanden. Formeel waren de Republiek en Engeland op dat moment niet met elkaar in oorlog. Die oorlog zou pas een jaar later uitbreken, bij de Slag bij Dover, nota bene door toedoen van dezelfde Tromp.
In een brief van Bulstrode Whitelocke (geschreven op 17 april 1651, geciteerd in Bowley, 2001) legt hij uit: "Tromp kwam naar Pendennis Castle en vertelde dat hij naar Scilly was geweest om vergoeding te vragen voor de Hollandse schepen en de goederen die ze hadden genomen; en na geen bevredigend antwoord te hebben gekregen, had hij, volgens zijn opdracht, hun de oorlog verklaard."
Omdat bijna heel Engeland in parlementarische handen was, werd de oorlog specifiek aan de Scilly-eilanden verklaard.

### Koningsgezinde overgave
In juni 1651, kort na de oorlogsverklaring, dwong de parlementarische strijdmacht onder admiraal Robert Blake de vloot van de koningsgezinden tot overgave. De Nederlandse vloot, nu zonder vijand, trok zich zonder een schot te vuren terug. Door de onbekendheid met oorlogsverklaringen van een land tegen een deel van een ander land werd vergeten officieel vrede te verklaren.

### Vredesverdrag
In 1985 schreef Roy Duncan, historicus en voorzitter van de gemeenteraad van de eilanden van Scilly, naar de Nederlandse ambassade in Londen om af te rekenen met de mythe dat de eilanden nog steeds in oorlog waren. De ambassade onderzocht het en concludeerde dat de mythe op waarheid berustte. Duncan nodigde ambassadeur jonkheer Huydecoper uit om de eilanden te bezoeken en een vredesverdrag te sluiten. De vrede werd gesloten op 17 april 1986, 335 jaar na het begin van de oorlog.
Volkenrechtelijk gezien berust een en ander op een misverstand, of op de behoefte om een folkloristisch ritueel uit te voeren. Als twee partijen het niet nodig vonden, om een oorlogstoestand formeel te beëindigen, of als ze er gewoon niet aan dachten, betekent dat nog niet dat die twee partijen nog steeds in staat van oorlog verkeren. Het volkenrecht erkent dat een rechtstoestand zich kan wijzigen door tijdsverloop en door niet-handelen van partijen. Een oorlogstoestand waarvan geen van de partijen zich bewust is, kan gerust als beëindigd worden beschouwd.

## Een legende?
Bowley beweert dat de brief van Whitelock de waarschijnlijke oorzaak is van de 'oorlogsverklaring'-legende: "Tromp had geen 'opdracht' van zijn regering om de oorlog te verklaren aan de rebellen op Scilly; hij kwam enkel om betaling van de koningsgezinde piraten te eisen, met machtsvertoon, dreigementen en misschien geweld, hoewel dit nooit gebeurde, maar allesbehalve enige actie die het Verenigd Koninkrijk zou krenken. Zelfs al was er oorlog verklaard in 1651, alle zaken hieromtrent werden in 1654 in feite opgelost als deel van het verdrag tussen Engeland en de Verenigde Provincies en het einde van de Eerste Engels-Nederlandse Oorlog."